# Australia Pacific Exchange
Australia Pacific Exchange (w skrócie APX) – niewielka giełda papierów wartościowych w Australii.
Pierwotnie działała jako rynek zwolniony z obowiązku uzyskania licencji wymaganej w Australii dla rynków finansowych. Charakteryzowała się mniejszymi wymaganiami stawianymi spółkom niż największa giełda w Australii Australian Securities Exchange. APX w przeciwieństwie do ASX nie zmuszała właścicieli do rezygnacji z kontroli nad spółką ze względu na rezygnację z zasady „jedna akcja jeden głos”.
Jako licencjonowana giełda papierów wartościowych Australia Pacific Exchange działa od sierpnia 2004.
We wrześniu 2006 na APX notowane były akcje dwóch spółek.